# Седраж
Седраж (словен. Sedraž) — поселення в общині Лашко, Савинський регіон, Словенія. Висота над рівнем моря: 422,3 м.